# Говядово (Ярославская область)
Говя́дово — деревня в Михайловском сельском округе Волжского сельского поселения Рыбинского района Ярославской области.
Небольшая деревня расположена на высоком правом берегу при повороте реки Черёмуха, между деревнями Кирилловское (около 500 м выше по течению и к югу) и Фелисово (около 500 м ниже по течению, к западу). По правому берегу через эти деревни проходит просёлочная дорога, начинающая от автомобильной дороги с автобусным сообщением в Фелисово и вновь выходящая на эту дорогу в Чудиново, вверх по течению. Сама же автомобильная дорога на этом участке проходит по противоположному левому берегу Черёмухи. На том берегу напротив Фелисово стоит относительно крупное село Сретенье, а выше по течению, примерно в 1 км — относительно крупная деревня Починок. Непосредственно напротив Говядово на мысу, образованном речным поворотом ранее располагалась деревня Чирково, которая на картах 80-х годов обозначена как нежилая .  На этом участке вдоль берегов Черёмухи расположены небольшие сельскохозяйственные угодья шириной около 1 км, далее от реки в восточном направлении начинается заболоченный лес шириной более 4 км, за которым начинаются поля и деревни вдоль реки Иода .
Деревня Говедова указана на плане Генерального межевания Рыбинского уезда 1792 года.
На 1 января 2007 года в деревне числилось 11 постоянных жителей . Деревня обслуживается почтовым отделением Сретенье. По почтовым данным в деревне 11 домов .